# ويليام تي لايتون
ويليام تي لايتون (بالإنجليزية: William T. Leighton)‏ هو مهندس معماري أسترالي، ولد في 15 يوليو 1905 في فريمانتل في أستراليا، وتوفي في 11 مارس 1990 في برث في أستراليا.